# Bryher
Bryher ist eine Gezeiteninsel der Scilly-Inseln und Teil des Herzogtums Cornwall. Bryher wird durch den Trescochannel von ihrer Nachbarinsel Tresco getrennt. Während Ebbe ist es möglich, auf die jeweils gegenüberliegende Insel per Fuß zu wandern. Die 122 ha große Insel liegt an ihrer höchsten Stelle 42 m über dem Meeresspiegel. 
Südlich des Eilands liegt die unbewohnte Insel Samson, westlich das ebenfalls unbewohnte Gweal. Bryher liegt zum größten Teil knapp über dem Meeresspiegel und ist von Viehweiden und Ackerland geprägt. Die meisten der 83 Bewohner wohnen in dem gleichnamigen Ort Bryher.
Hell’s Bay ist eine berüchtigte Untiefe vor Bryher. In der Bucht strandeten im 18. und 19. Jahrhundert viele Schiffe.

## Fauna
Die Insel ist eine Site of Special Scientific Interest und ein Area of Outstanding Natural Beauty, sie wird vom Isles of Scilly Wildlife Trust mitverwaltet. Auf Bryher sind unter anderem Dreizehenmöwen, Silbermöwen, Mantelmöwen, Heringsmöwen, Tordalken, Krähenscharben und Sturmschwalben heimisch.
Der Gweal und der Samson Hill sind zwei Kammergräber auf der Insel.

## Tourismus
Auf Bryher gibt es ein Hotel und mehrere Ferienwohnungen. Neben den Sandstränden und der Kirche All Saint’s sind Wanderungen auf der Insel bei Touristen beliebt.

## Trivia
Der Film When the Whales Came und Teile der Fernsehserie Die Chroniken von Narnia: Prinz Kaspian & Die Reise auf der Morgenröte wurden auf Bryher gedreht.
Bryher ist außerdem Schauplatz in Romanen von Michael Morpurgo, Sam Llewellyn (Hell Bay), Martha Grimes (Inspektor Jury und die Tote am Strand) und Kate Penrose (4-bändige Reihe, beginnend mit Nachts schweigt das Meer: Ein Krimi auf den Scilly-Inseln (Ben Kitto ermittelt auf den Scilly-Inseln 1), ISBN 3596703492.

## Bilder

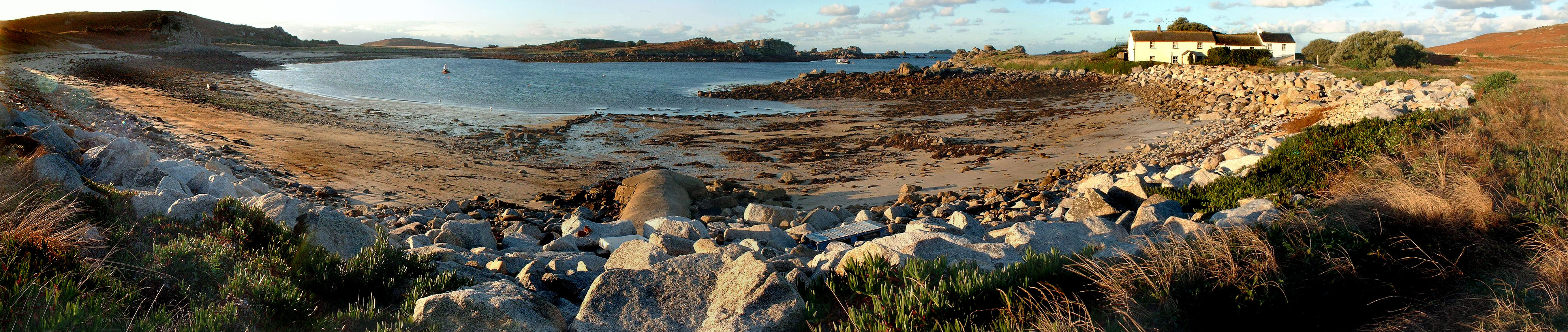
Hell’s Bay